# 고토역 (돗토리현)
고토역(일본어: 後藤駅)은 일본 돗토리현 요나고시에 위치한 서일본 여객철도 사카이 선의 철도역이다. 섬식 승강장 1면 2선의 구조를 갖춘 지상역이다.

## 타는 곳
| 서쪽 (1) | ■ 사카이 선 | 하행 | 사카이미나토 방면 |
| 동쪽 (2) | ■ 사카이 선 | 상행 | 요나고 방면       |

## 역 주변
- 산인 합동 은행
- 요나고 신용 금고

## 역사
- 1902년 11월 1일 : 관설 철도의 미쿠리야 역 - 요나고 역 - 사카이 역 간 개업과 동시에 설치.
- 1909년 10월 12일 : 선로 명칭 제정, 사카이 선 소속으로 한다.
- 1987년 4월 1일 : 일본국유철도 분할 민영화에 의해, 서일본 여객철도가 승계.
- 2005년 4월 1일 : 사카이미나토 부근 동쪽에 있던 역사에서의 출납업무를 폐지 · 무인화.

## 인접 역
| 서일본 여객철도 사카이 선 | 서일본 여객철도 사카이 선 | 서일본 여객철도 사카이 선      |
| ------------------------- | ------------------------- | ------------------------------ |
| 후지미초 요나고 방면      | ■ 사카이 선               | 산본마쓰구치 사카이미나토 방면 |